# Jean-Luc Dompé
Jean-Luc Dompé (Arpajon, 12 de agosto de 1995) es un futbolista francés. Juega de delantero y su equipo es el Hamburgo S. V. de la 1. Bundesliga de Alemania.

## Trayectoria
El 18 de agosto de 2022 se hizo oficial su traspaso al Hamburgo S.V. firmando un contrato hasta junio de 2025.

## Clubes
| Club                    | País     | Año       |
| ----------------------- | -------- | --------- |
| Valenciennes F. C.      | Francia  | 2014-2015 |
| Sint-Truidense          | Bélgica  | 2015-2016 |
| Standard de Lieja       | Bélgica  | 2016-2018 |
| K. A. S. Eupen (cedido) | Bélgica  | 2017      |
| Amiens S. C. (cedido)   | Francia  | 2018      |
| K. A. A. Gante          | Bélgica  | 2018-2019 |
| SV Zulte Waregem        | Bélgica  | 2019-2022 |
| Hamburgo S. V.          | Alemania | 2022-     |